# Jair Bolsonaro
Jair Messias Bolsonaro (Glicério, 21 maart 1955) is een Braziliaans politicus. Hij is sinds 1991 Nationaal Congreslid, was achtereenvolgens lid van acht politieke partijen en stelde zich namens de Sociaal-Liberale Partij (PSL) kandidaat voor de presidentsverkiezingen van 2018. Hij won deze verkiezingen op 28 oktober 2018 en trad op 1 januari 2019 aan als de 38e president van Brazilië. Hij verloor de presidentsverkiezingen in 2022. Op 8 januari 2023 vond een couppoging plaats in de hoofdstad waarvoor Bolsonaro zich moet verantwoorden in de rechtbank.

## Biografie
Bolsonaro is een nakomeling van Geraldo Bolsonaro en Olinda Bonturi, allebei afstammelingen van Italianen. Hij groeide met zijn vijf broers en zusters op in Eldorado, een klein dorp in de vallei van de Ribeira.
Na een militaire opleiding aan de Academia Militar das Agulhas Negras diende Bolsonaro van 1971 tot 1988 in het Braziliaanse leger. 

### Politieke carrière
In 1988 werd hij namens de Christendemocratische Partij raadslid in Rio de Janeiro. In 1991 begon hij als federaal congreslid. Tussen 1991 en 2018 zat hij steeds in de oppositie en legde bijna 200 wetsvoorstellen neer, waarvan er twee door het parlement werden goedgekeurd.

### President van Brazilië

#### 2019-2023
Op 22 juli 2018 droeg de Sociaal-Liberale Partij (PSL) hem voor als presidentskandidaat voor de aankomende verkiezingen. Op 6 september 2018 werd Bolsonaro in de stad Juiz de Fora door Adelio Bispo de Oliveira neergestoken, tijdens een campagnerally. Hij overleefde de aanslag en kon op 30 september het ziekenhuis verlaten. Hij kreeg bij de tweede verkiezingsronde op 28 oktober 2018 55% van de stemmen, 10% meer dan zijn tegenstander Fernando Haddad van de Arbeiderspartij. Hij won daarmee de presidentsverkiezingen. In zijn overwinningsspeech beklemtoonde Bolsonaro dat zijn regering de democratie en de grondwet zal verdedigen.
Hij gaf aan dat hij het aantal ministeries wilde verminderen en dat hij Sergio Moro, die bekend werd als de onderzoeksrechter in het corruptieschandaal Lava jato ('autowasserij'), tot minister van Justitie zou benoemen. Zijn economisch team wordt geleid door Paulo Guedes. Bolsonaro is van plan de Braziliaanse ambassade in Israël te verplaatsen van Tel Aviv naar Jeruzalem.
De Braziliaanse beurs reageerde positief op de verkiezing van Bolsonaro en sloot op 1 november 2018 af op een nieuwe recordhoogte.
Eind januari 2019 raakte Bolsonaro in opspraak nadat bleek dat zijn zoon Flávio Bolsonaro nauwe banden onderhield met hoofdverdachten voor de moord op Marielle Franco, namelijk leden van de moordenaarsbende Escritório do Crime ("Bureau van de misdaad"). Een media-optreden in Davos door de president werd hierop afgeblazen. Flávio ontkende de vastgestelde banden en sprak van een lastercampagne. Lokale media berichtten op 29 oktober 2019 dat de bezoekersgegevens van een luxe-appartementencomplex in Rio de Janeiro, waar de hoofdverdachten van de moord op Franco enkele uren voor haar dood samen waren gekomen, vermeldden dat zij op bezoek waren bij Jair Bolsonaro. Bolsonaro ontkende kort daarna alle betrokkenheid bij de moord in een Facebookvideo en viel uit tegen de media.
In april 2020 kondigde Sergio Moro, zijn minister van Justitie, zijn vertrek aan uit protest tegen de plannen van Bolsonaro om het hoofd van de federale politie, Mauricio Valeixo, te vervangen. Moro beschuldigde Bolsonaro van herhaaldelijke pogingen om politieonderzoeken, vooral tegen zijn drie zonen, te beïnvloeden. De oudste zoon van de president, senator Flávio Bolsonaro, wordt onderzocht wegens corruptie en zou banden hebben met milities in Rio de Janeiro. Carlos Bolsonaro is wethouder van de stad Rio de Janeiro en hij zou op grote schaal nepnieuws hebben verspreid en dit laatste zou ook van toepassing zijn op parlementslid Eduardo Bolsonaro. Direct nadat Moro zijn ontslag bekend had gemaakt, braken er op verschillende plekken in het land spontane protesten uit tegen Bolsonaro.

#### Verkiezingen 2022
Bolsonaro stelde zich op 24 juli 2022 weer kandidaat voor de presidentsverkiezingen die op 2 oktober 2022 in Brazilië worden gehouden. Zijn belangrijkste opponent is oud-president Luiz Inácio Lula da Silva en in de peilingen ligt Bolsonaro zo'n 20%-punten op Lula achter. Bolsonaro heeft eerder kritiek geuit op het elektronisch kiessysteem, zonder bewijs te leveren dat het systeem niet goed werkt, en heeft gesuggereerd dat hij de uitslag niet zou accepteren. In zijn speech waarin hij zich herkiesbaar stelde, verklaarde hij met nadruk dat het leger achter hem staat.
Op 30 oktober 2022 verloor hij in de tweede ronde van de presidentsverkiezingen. Zijn linkse opponent Luiz Inácio Lula da Silva kreeg 50,9% van de stemmen tegen 49,1% voor Bolsonaro. Bolsonaro heeft geweigerd Lula te feliciteren met zijn overwinning. De partij van Bolsonaro diende een klacht in bij het Tribunal Superior Eleitoral (TSE). In de klacht stelde de partij dat sommige oude stemmachines gebreken hadden die de uitslag mogelijk hadden "bezoedeld". De klacht had alleen betrekking op de tweede ronde van de presidentsverkiezingen, maar om door het tribunaal behandeld te worden had zij volgens de kieswet ook over de eerste ronde moeten gaan. Het hoogste verkiezingscollege (TSE) wees niet alleen de klacht af, maar veroordeelde zijn partij ook tot een boete van 23 miljoen real (ongeveer 4,1 miljoen euro). Volgens rechter Alexandre de Moraes probeerde de partij met de klacht het kiessysteem te ondermijnen.
Hij verliet Brazilië op 30 december 2022, twee dagen voor het verlopen van zijn ambtstermijn. Hij zou op Donald Trumps landgoed Mar-a-Lago verblijven. Op 30 maart 2023 keerde hij terug naar Brazilië.
Op 8 januari 2023 vond een bestorming van het Braziliaanse parlement plaats. Aanhangers van Bolsonaro hebben in de hoofdstad overheidsgebouwen bezet en grote schade aangericht. De couppoging was het resultaat van de nederlaag die Bolsonaro had geleden bij de verkiezingen van 2022 en nadat Lula da Silva, op 1 januari 2023, als zijn opvolger was geïnstalleerd. Doel was de regering van Lula da Silva omver te werpen. De couppoging werd door diverse regeringen veroordeeld. In november 2024 bleek uit een rapport van de Braziliaanse Federale politie dat Bolsonaro actief had deelgenomen aan de couppoging. In maart 2025 besloten de vijf rechters van het hooggerechtshof in Brazilië dat Jair Bolsonaro moet terechtstaan voor de vermeende couppoging.
Zijn zoon, Eduardo, vertrok op 27 februari 2025 naar de Verenigde Staten. Hij gaat daar asiel aanvragen mede vanwege een onderzoek naar zijn betrokkenheid wat kan leiden tot een arrestatiebevel van rechter De Moraes. Eduardo voert actieve gesprekken om Amerikaanse sancties op te leggen aan rechter De Moraes en hoopt zijn vader uit de gevangenis te houden. Met effect, op 9 juli 2025 legde Donald Trump een importheffing van 50% op Braziliaanse producten ingaande op 1 augustus 2025. Een reden die Trump opgaf voor de heffing was de strafrechtelijke vervolging van Jair Bolsonaro, die hij een "internationale schande" noemde. Trump heeft meer importheffingen ingesteld, maar het opvallende hierbij is dat met Brazilië de Verenigde Staten een handelsoverschot heeft. Op 30 juli 2025 volgden Amerikaanse sancties voor rechter De Moraes, wegens ernstige schendingen van de mensenrechten, waaronder willekeurige detentie met flagrante ontkenningen van garanties voor een eerlijk proces en schendingen van de vrijheid.
Medio juli 2025 heeft de openbare aanklager zijn aanklacht ingediend. Hierin vraagt hij de rechtbank Jair Bolsonaro en zeven anderen te veroordelen vanwege hun betrokkenheid bij de coup van 8 januari 2023. Met dit schrijven zijn bijna alle processtukken ingeleverd zodat het daadwerkelijke proces in september 2025 kan aanvangen.
Vanaf 18 juli 2025 moet Bolsonaro een elektronische enkelband dragen. Het Hooggerechtshof in Brazilië heeft zo besloten na huiszoekingen in zijn woning en partijkantoor vanwege mogelijk vluchtgevaar naar het buitenland. Verder heeft het hof hem verboden gebruik te maken van sociale media en om contact te hebben met zijn zoon Eduardo die in de Verenigde Staten verblijft.

## Standpunten
Bolsonaro bepleit een strengere aanpak van de misdaad, onder andere door een versoepeling van de wapenwetgeving maar vooral door een verandering van de moraliteit in de samenleving. Hij presenteert zich als strijder tegen de corruptie en misdaad die onder Lula, Rousseff en Temer zijn gegroeid, hetgeen hem een deel van zijn populariteit oplevert. Hij prees meermaals het militair bewind in Brazilië (tussen 1964 en 1985) en bleef bij dit standpunt tijdens de campagne van 2018; zo stelde hij dat het probleem van de militaire dictatuur niet was dat tegenstanders gemarteld werden, maar dat ze in leven werden gelaten.
Op economisch vlak wil hij een aantal staatsbedrijven privatiseren, de belastingen voor bedrijven verlagen. Hij wil ook inzetten op grootschalige landbouw, veeteelt en industrie, zelfs al gaat dat ten koste van milieu en natuur (vooral het Amazoneregenwoud), en investeren in de wegen- en spoorweginfrastructuur.
Ook de 'herwaardering van de meerderheid' was een van zijn programmapunten tijdens de campagne in 2018. Volgens Bolsonaro hebben verschillende minderheidsgroepen het te veel voor het zeggen gehad toen de Arbeiderspartij (PT) tussen 2003 en 2016 aan de macht was. 
Bolsonaro's afwijzing van abortus en homoseksualiteit maken hem populair bij de groeiende groep evangelische christenen. Hij bekritiseert lesprogramma's tegen homofobie als 'homoseksuele propaganda' en bestempelt zichzelf als 'trotse homofoob'.

## Kritiek en controverses
Jair Bolsonaro wordt door de westerse reguliere media steevast vermeld als "extreemrechts", "uiterst rechts", "ultrarechts" of "rechts-populistisch" vanwege zijn anti-democratische, racistische, misogyne en homofobe standpunten. Bolsonaro zelf ontkent de beschuldiging een fascist te zijn.
In 2014 kwam het tot een scherpe woordenwisseling met medelid van het Nationaal Congres Maria do Rosário, die voorheen minister van Mensenrechten was geweest onder Dilma Rousseff. Nadat zij Bolsonaro een "verkrachter" had genoemd, had hij gerepliceerd dat ze 'te lelijk was om te verkrachten'. Hiervoor kreeg hij in 2015 een geldboete.
Bolsonaro knoopte na 2015 hartelijke betrekkingen aan met Elon Musk, met wie hij ook zakelijke afspraken maakte. Die leverden met name voor de bedrijven van Musk voordelen op, terwijl de betrokken politicus een prominent podium kreeg via X (voorheen Twitter).
In december 2019 noemde hij de 16-jarige klimaatactiviste Greta Thunberg een snotaap ("pirralha"), die veel te veel aandacht van de media krijgt. Hij reageerde op ophef ontstaan naar aanleiding van een Twitter-bericht van haar, waarin zij geschreven had dat inheemse volkeren in Brazilië worden vermoord (er waren twee inheemse leiders om het leven gebracht). Thunberg op haar beurt reageerde dat "Snotaap" een mooie titel voor haar biografie zou zijn.

## Persoonlijk
Voor zijn huidige huwelijk is hij twee keer getrouwd geweest. Met zijn eerste vrouw had hij drie zonen, met zijn tweede vrouw één zoon. Hij kreeg een dochter met zijn huidige vrouw Michelle Bolsonaro. Drie van zijn zonen zijn ook politici: Flávio, Carlos en Eduardo.
Bolsonaro bezocht een protestantse kerk en liet zich in 2016 bij een bezoek aan Israël dopen in de Jordaan door een bekende predikant. Toch noemt hij zichzelf nog katholiek.

## Galerij

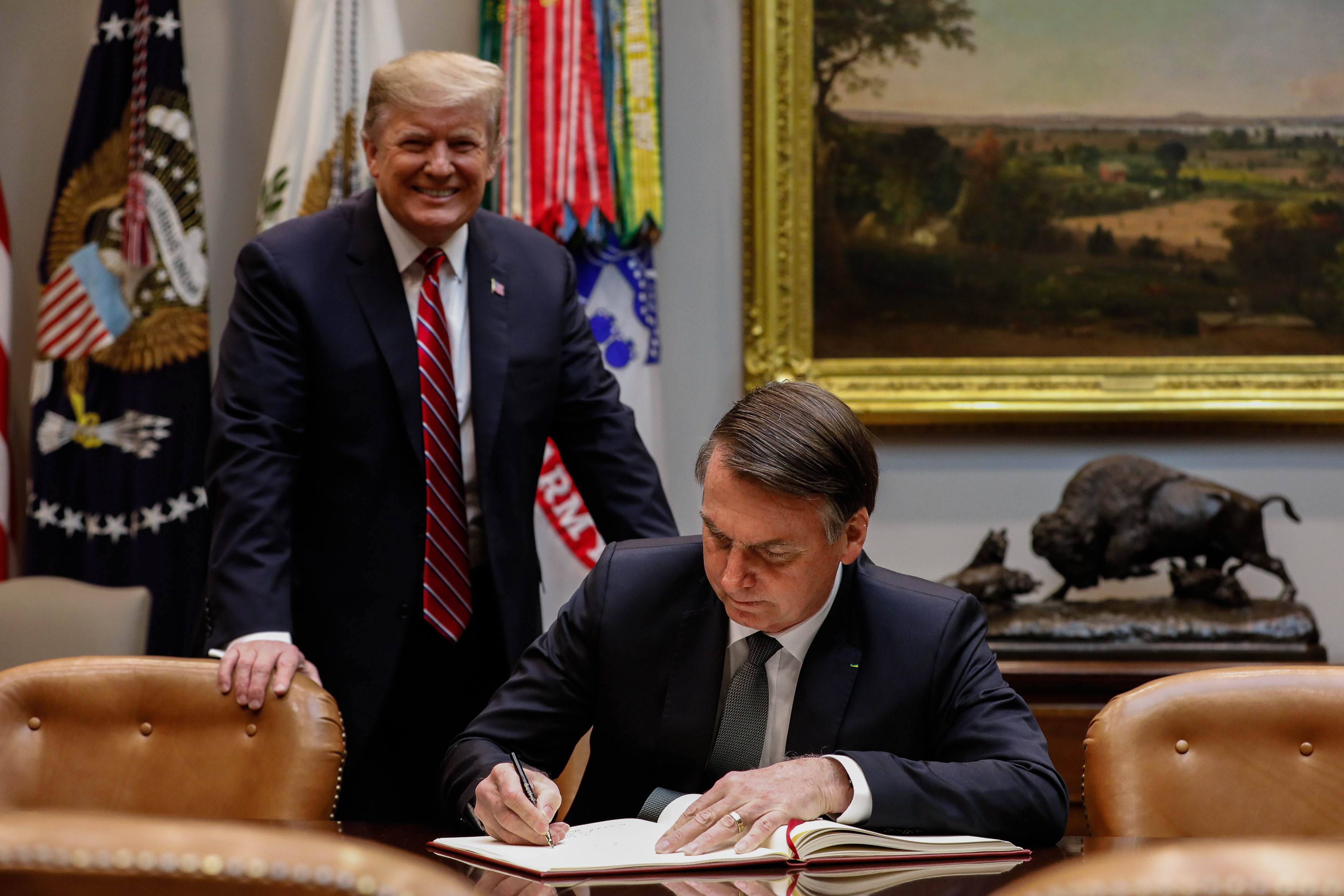
Bolsonaro op bezoek bij de Amerikaanse president Donald Trump in 2019
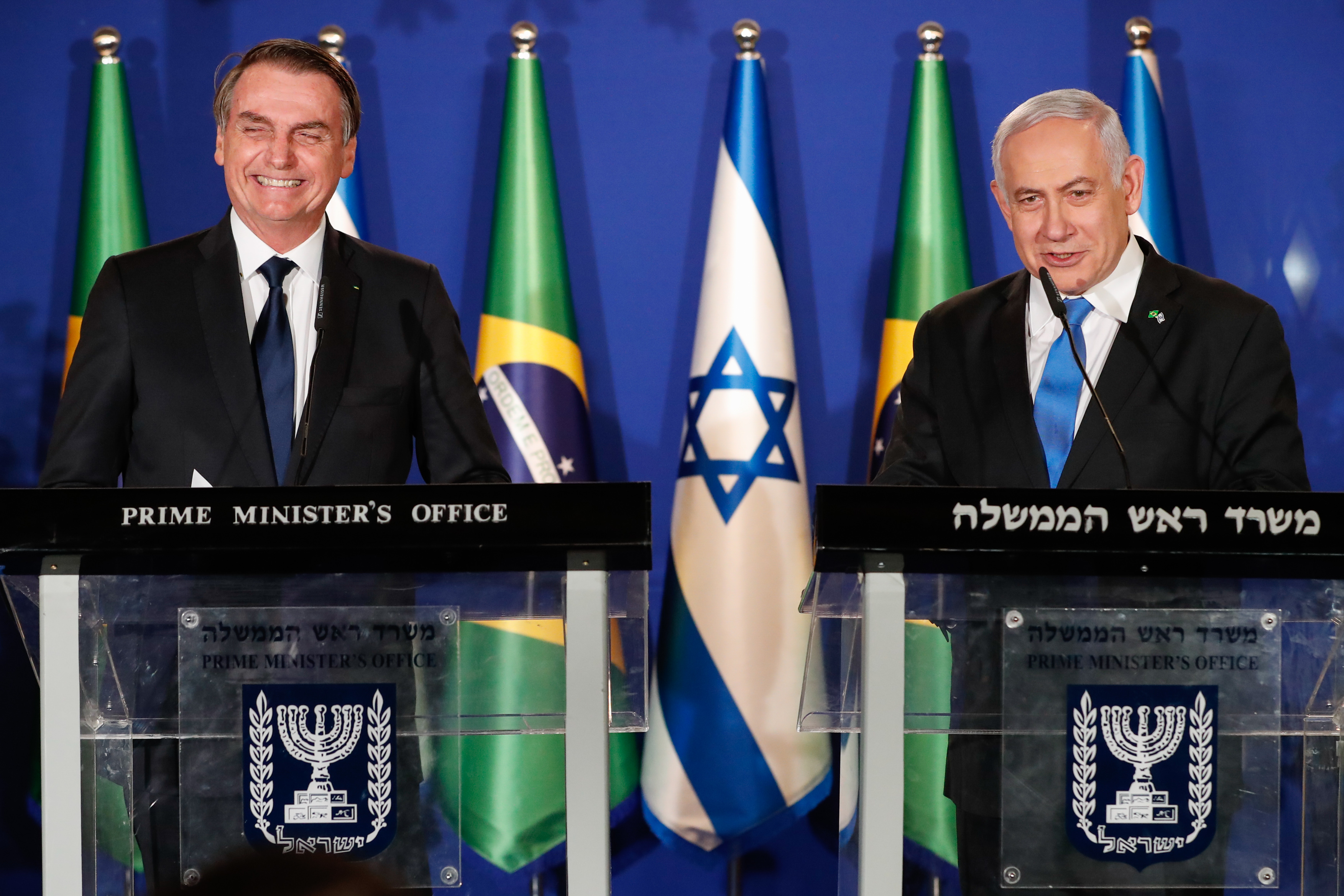
Bezoek bij de premier Benjamin Netanyahu van Israël in 2019
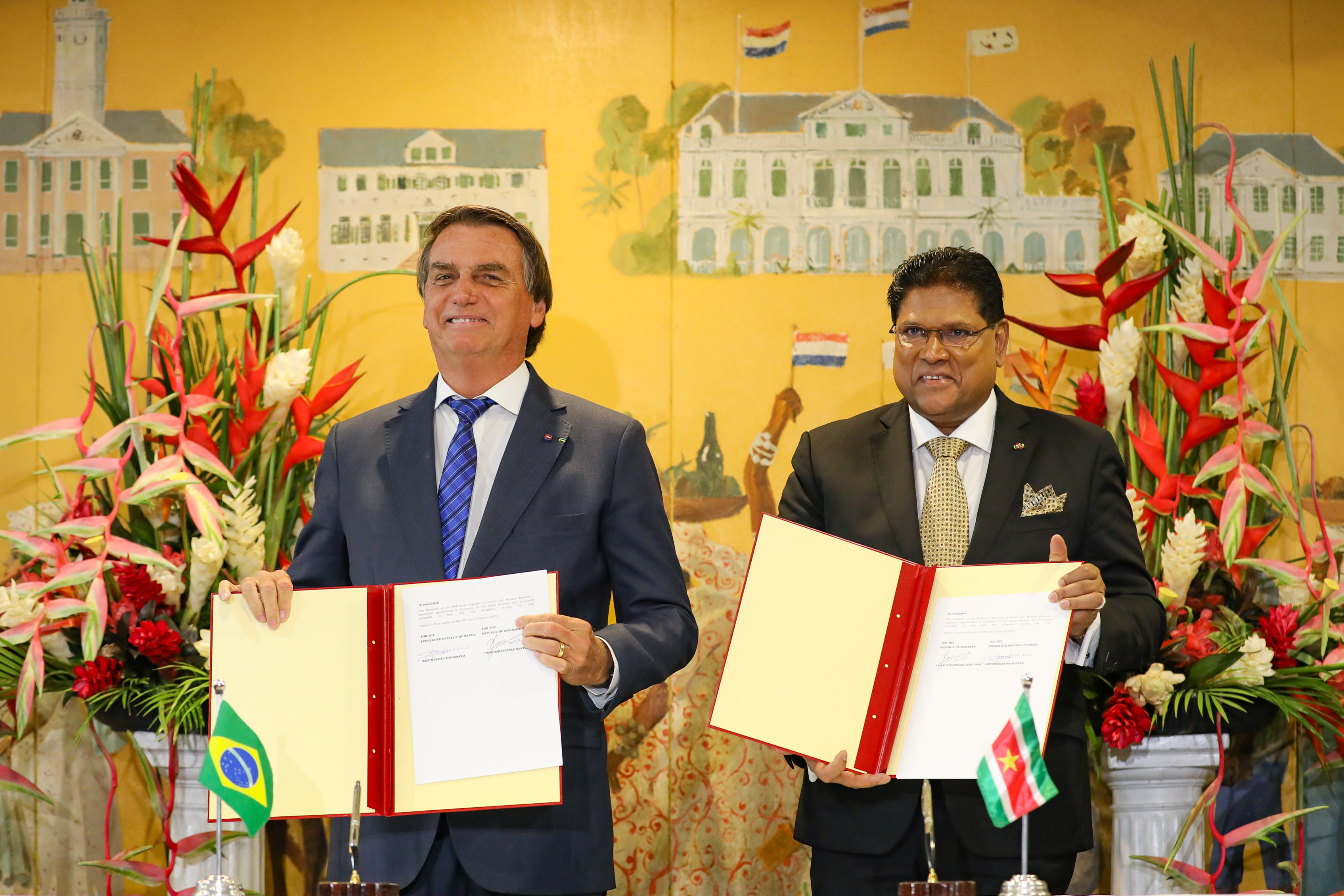
Bolsonaro en president Chan Santokhi tijdens een staatsbezoek aan Suriname in 2022